# Hublot

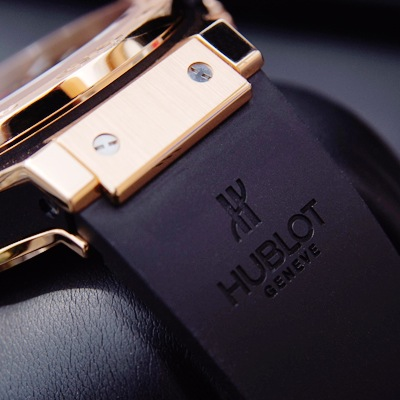
Um relógio Hublot com sua pulseira de borracha

Hublot SA ou simplesmente Hublot é uma empresa suíça fabricante de relógios de pulso de luxo com sede em Nyon, fundada em 1980 por Carlo Crocco.